# Californium
Californium är ett syntetiskt radioaktivt grundämne som tillhör aktiniderna. Californium är en transuran. Det skapades första gången på University of California, Berkeley 1950 och är uppkallat efter delstaten Kalifornien i USA.